# Dugenta
Dugenta là một đô thị ở tỉnh Benevento trong vùng Campania, có vị trí khoảng 35 km về phía đông bắc của Napoli và khoảng 30 km về phía tây của Benevento. Tại thời điểm ngày 31 tháng 12 năm 2019, đô thị này có dân số 2.759 người và diện tích là 16 km².
Đô thị Dugenta có các frazioni (đơn vị cấp dưới, chủ yếu là các làng) Santa Maria Impesole and San Nicola.
Dugenta giáp các đô thị: Castel Campagnano, Frasso Telesino, Limatola, Melizzano, Sant'Agata de' Goti.